# 24144 Philipmocz
24144 Philipmocz este un asteroid din centura principală de asteroizi.

## Descriere
24144 Philipmocz este un asteroid din centura principală de asteroizi. A fost descoperit pe 12 noiembrie 1999 la Socorro, New Mexico, în cadrul proiectului LINEAR. Asteroidul prezintă o orbită caracterizată de o semiaxă mare de 2,89 ua, o excentricitate de 0,01 și o înclinație de 1,6° în raport cu ecliptica.